# Wyhoda (stacja kolejowa)
Wyhoda (ukr. Вигода) – stacja kolejowa w miejscowości Wyhoda, w rejonie odeskim, w obwodzie odeskim, na Ukrainie.